# Soutěže krásy v Československu, Česku a Slovensku
Soutěže krásy v Česku a dříve v Československu představují několik soutěží krásy konaných v České republice, respektive v předchozích státních útvarech na tomto území. V některých obdobích neprobíhaly, od roku 1989 je soutěž uskutečňována každoročně. V letech 2005–2009 se konaly dvě konkurenční soutěže.

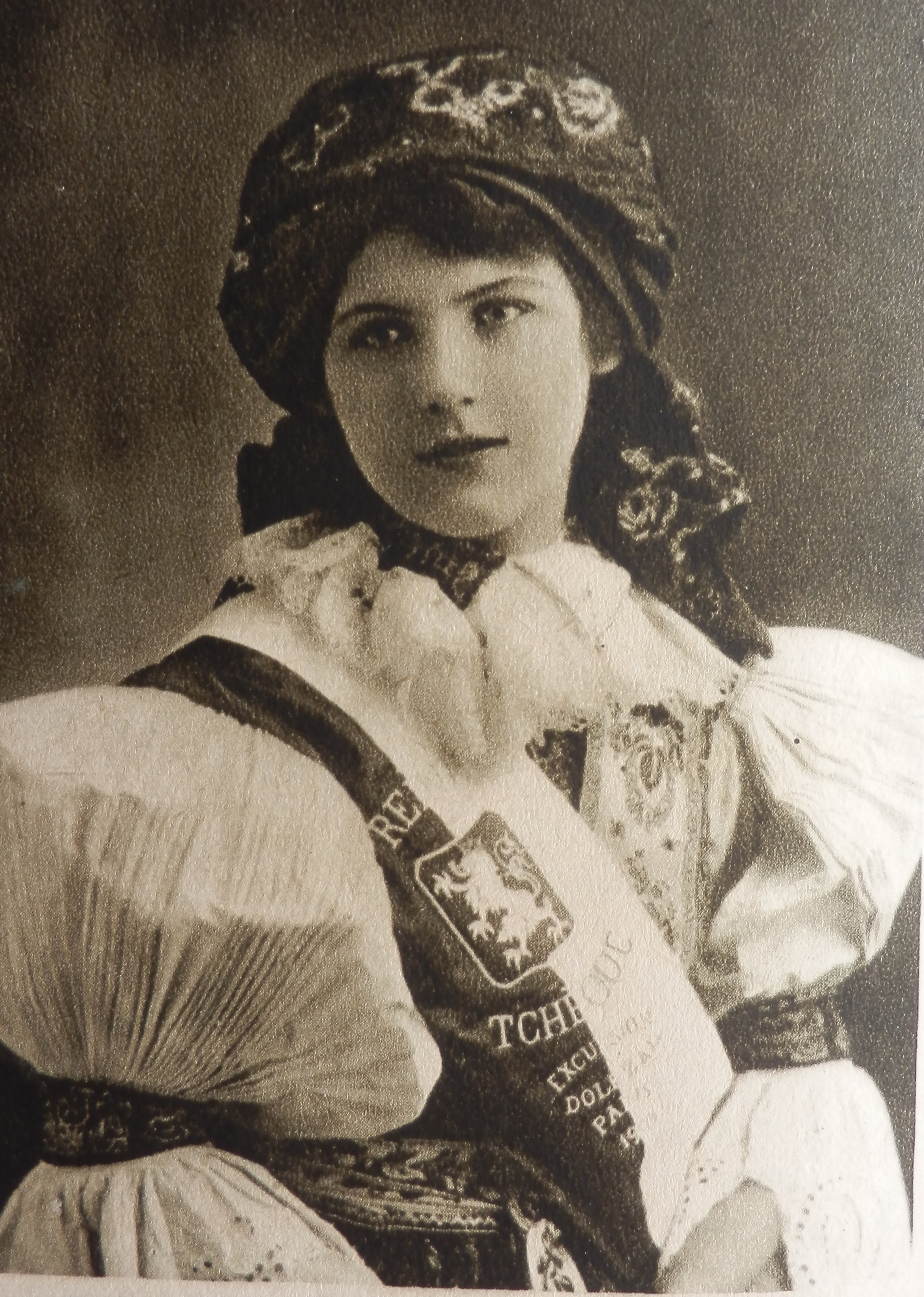
Růžena Brožová, první česká královna krásy (1910)

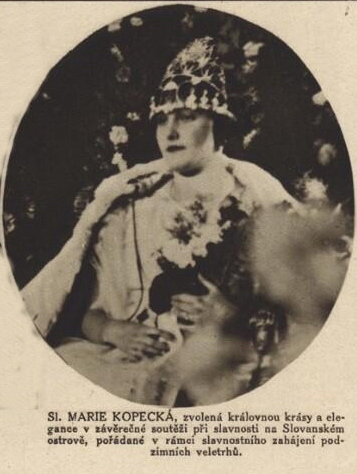
Marie Kopecká, královna krásy 1928

## Historie soutěže

### První česká královna
První královnu krásy měly Čechy už v roce 1910. Podle zpráv z tisku se však nekonalo o domácí soutěž v dnešním slova smyslu, ale o neoficiální soutěž, kterou zorganizovali čeští Pařížané. Dvacetiletá Růžena Brožová, vybraná na základě fotografií, se v roce 1910 zúčastnila zájezdu do Paříže, kde se během slavností Mi-carême (středopostí) konaly i volby královen krásy. Tisk ji nazýval "Českou královnou".

### Meziválečné a protektorátní soutěže
Druhý ročník se konal těsně před vznikem samostatného Československa v roce 1918. V pořadí třetí ročník proběhl až o devět let později v dubnu 1928 na Pražském výstavišti. Čtvrté obnovy se události dostalo před druhou světovou válkou v roce 1935, kdy proběhly ročníky 1935, 1937, 1938, 1939 a 1940.

### Poválečné soutěže
Další ročník se uskutečnil až v 60. letech pod názvem Dívka roku Československa. Soutěž běžela v letech 1966 až 1970. Zastavena byla tehdejším komunistickým režimem na příkaz Sovětského svazu.[zdroj?]
K poslední šesté obnově soutěže došlo v dubnu 1989 Milošem Zapletalem pod názvem Miss Československé socialistické republiky. Její pokračovatelkou se stala Miss Česko-Slovenské federativní republiky od roku 1994 pak Miss České republiky. Na Slovensku pak soutěž krásy v roce 1994 založila tehdejší Miss České a Slovenské republiky 1993 Silvia Lakatošová, pod názvem Miss Slovensko.
V roce 2004 koupila Miss Česko-Slovenské federativní republiky 1991 Michaela Maláčová smlouvu na Miss Universe a založila vlastní soutěž Česká Miss, která do roku 2010 konkurovala Miss České republiky. V květnu 2010 pak odkoupila smlouvu na Miss World, Miss Europe a Queen of the World. A v červnu 2010 odkoupila i smlouvu na Miss České republiky ale rozhodla se pro její zrušení. K roku 2010 tak zůstala pouze Česká Miss.

## Vítězky soutěží krásy v Rakousku-Uhersku, Československu a Česku
| Rok     | stát                       | místo konání | název soutěže                    | vítězka                | I. vicemiss          | II. vicemiss            | III.vicemiss       |
| ------- | -------------------------- | ------------ | -------------------------------- | ---------------------- | -------------------- | ----------------------- | ------------------ |
| 1910    | Rakousko-Uhersko           | Praha        | Ideální dívka Čech               | Růžena Brožová         | Josefína Nováková    | Anna Světlá             |                    |
| 1918    | Rakousko-Uhersko           | Praha        | Ideální dívka Čech               | Renátie Machálková     | Blanka Dolanská      | Antonie Čáslavská       |                    |
| 1919    | Československo             | Praha        | Ideální dívka Československa     | Ludmila Dostálová      |                      |                         |                    |
| 1928    | Československo             | Praha        | Ideální dívka Československa     | Marie Kopecká          | Anna Pavelková       | Helena Sováková         |                    |
| 1930    | Československo             | Praha        | Ideální dívka Československa     | Milada Dostálová       | Lucie Kostková       | Eva Sobotková           |                    |
| 1935    | Československo             | Praha        | Ideální dívka Československa     | Trude Böhm             | Taťána Mačková       | Daniela Votrubová       |                    |
| 1937    | Československo             | Praha        | Ideální dívka Československa     | Karolína Marková       | Iveta Růžičková      | Simona Černá            |                    |
| 1938    | Československo             | Praha        | Ideální dívka Československa     | Hana Lounová           | Jana Krumlová        | Stanislava Bartošová    |                    |
| 1939    | Československo             | Praha        | Ideální dívka Československa     | Linda Michálková       | Renata Sokolová      | Markéta Divá            |                    |
| 1940    | Protektorát Čechy a Morava | Praha        | Ideální dívka Čech a Moravy      | Veronika Zpěváková     | Heidy Müller         | Anna Bayer              |                    |
| 1966    | Československo             | Praha        | Dívka roku Československa        | Dagmar Silvínová       | Pavlína Novotná      | Ildiga Tůmová           |                    |
| 1967    | Československo             | Ostrava      | Dívka roku Československa        | Alžbeta Štrkulová      | Zuzana Pořízková     | Iva Filipová            |                    |
| 1968    | Československo             | Bratislava   | Dívka roku Československa        | Jarmila Teplánová      | Jiřina Chmátalová    | Irena Nováčíková        |                    |
| 1969    | Československo             | Karlovy Vary | Dívka roku Československa        | Kristina Hanzalová     | Marcela Bitnarová    | Barbora Slavíková       |                    |
| 1970    | Československo             | Karlovy Vary | Dívka roku Československa        | Miroslava Jančíková    | Xenie Hallová        | Eva Fiedlerová          |                    |
| 1989    | Československo             | Ostrava      | Miss ČSSR                        | Ivana Christová        | Jana Hronková        | Michaela Polívková      |                    |
| 1990    | Československo             | Ostrava      | Miss ČSFR                        | Renáta Gorecká         | Andrea Rozkovcová    | Ingrid Ondrovičová      |                    |
| 1991    | Československo             | Ostrava      | Miss ČSFR                        | Michaela Maláčová      | Andrea Tatarková     | Markéta Silná           |                    |
| 1992    | Československo             | Karlovy Vary | Miss ČSFR                        | Pavlína Baburková      | Gabriela Haršányová  | Štěpánka Týcová         |                    |
| 1993    | Česko                      | Karlovy Vary | Miss České a Slovenské republiky | Silvia Lakatošová      | Karin Majtánová      | Simona Smejkalová       |                    |
| 1994    | Česko                      | Brno         | Miss České republiky             | Eva Kotulánová         | Kateřina Vondrová    | Lenka Beličková         |                    |
| 1995    | Česko                      | Karlovy Vary | Miss České republiky             | Monika Žídková         | Kateřina Kasalová    | Renáta Hornofová        |                    |
| 1996    | Česko                      | Plzeň        | Miss České republiky             | Petra Minářová         | Iva Kubelková        | Zdeňka Zadražilová      |                    |
| 1997    | Česko                      | Plzeň        | Miss České republiky             | Terezie Dobrovolná     | Kristina Fridvalská  | Gabriela Justinová      |                    |
| 1998    | Česko                      | Ostrava      | Miss České republiky             | Kateřina Stočesová     | Alena Šeredová       | Petra Faltýnová         |                    |
| 1999    | Česko                      | Karlovy Vary | Miss České republiky             | Helena Houdová         | Šárka Sikorová       | Jitka Kocurová          |                    |
| 2000    | Česko                      | Karlovy Vary | Miss České republiky             | Michaela Salačová      | Kateřina Elgerová    | Markéta Svobodná        |                    |
| 2001    | Česko                      | Brno         | Miss České republiky             | Diana Kobzanová        | Andrea Fišerová      | Andrea Vránová          |                    |
| 2002    | Česko                      | Brno         | Miss České republiky             | Kateřina Průšová       | Kateřina Smržová     | Radka Kocurová          |                    |
| 2003    | Česko                      | Brno         | Miss České republiky             | Lucie Váchová          | Klára Medková        | Markéta Divišová        |                    |
| 2004    | Česko                      | Karlovy Vary | Miss České republiky             | Jana Doleželová        | Michaela Wostlová    | Edita Hortová           |                    |
| 2005    | Česko                      | Praha        | Česká Miss                       | Kateřina Smejkalová    | Zuzana Štěpanovská   | Michaela Štoudková      |                    |
| 2005    | Česko                      | Karlovy Vary | Miss České republiky             | Lucie Králová          | Petra Macháčková     | Agáta Hanychová         |                    |
| 2006    | Česko                      | Praha        | Česká Miss                       | Renata Langmannová     | Miroslava Košťanová  | Barbora Kolářová        |                    |
| 2006    | Česko                      | Brno         | Miss České republiky             | Taťána Kuchařová       | Kateřina Pospíšilová | Renáta Czadernová       |                    |
| 2007    | Česko                      | Praha        | Česká Miss                       | Lucie Hadašová         | Eva Čerešňáková      | Lilian Sarah Fischerová |                    |
| 2007    | Česko                      | Brno         | Miss České republiky             | Kateřina Sokolová      | Veronika Pompeová    | Veronika Chmelířová     |                    |
| 2008    | Česko                      | Praha        | Česká Miss                       | Eliška Bučková         | Hana Svobodová       | Elisavet Charalambidu   |                    |
| 2008    | Česko                      | Brno         | Miss České republiky             | Zuzana Jandová         | Zuzana Putnářová     | Kristýna Lebedová       |                    |
| 2009    | Česko                      | Praha        | Česká Miss                       | Iveta Lutovská         | Tereza Budková       | Zina Šťovíčková         |                    |
| 2009    | Česko                      | Praha        | Miss České republiky             | Aneta Vignerová        | Lucie Smatanová      | Hana Věrná              |                    |
| 2010    | Česko                      | Praha        | Česká Miss                       | Jitka Válková          | Veronika Machová     | Carmen Justová          |                    |
| 2010    | Česko                      | Praha        | MISS CZECH REPUBLIC              | Lucie Klukavá          | Pavlína Richtářová   | Kateřina Marečková      |                    |
| 2011    | Česko                      | Praha        | Česká Miss                       | Jitka Nováčková        | Denisa Domanská      | Šárka Cojocarová        |                    |
| 2011    | Česko                      | Praha        | MISS CZECH REPUBLIC              | Lenka Hovorková        | Veronika Chlapcová   | Lucie Křibíková         |                    |
| 2012    | Česko                      | Praha        | Česká Miss                       | Tereza Chlebovská      | Linda Bartošová      | Tereza Fajksová         |                    |
| 2012    | Česko                      | Praha        | MISS CZECH REPUBLIC              | Zuzana Juračková       | Lucie Kovandová      | Patricie Skálová        |                    |
| 2013    | Česko                      | Praha        | Česká Miss                       | Gabriela Kratochvílová | Lucie Kovandová      | Monika Leová            |                    |
| 2013    | Česko                      | Praha        | MISS CZECH REPUBLIC              | Šárka Karnetová        | Julie Řekáhová       | Simona Kopečná          | Nikola Franková    |
| 2014    | Česko                      | Praha        | Česká Miss                       | Gabriela Franková      | Tereza Skoumalová    | Nikola Buranská         |                    |
| 2014    | Česko                      | Praha        | MISS CZECH REPUBLIC              | Nela Prášilová         | Claudie Bezpalcová   | Veronika Dejová         | Monika Vrágová     |
| 2015    | Česko                      | Praha        | Česká Miss                       | Nikol Švantnerová      | Andrea Kalousová     | Karolína Mališová       |                    |
| 2015    | Česko                      | Praha        | MISS CZECH REPUBLIC              | Monika Vaculíková      | Natálie Myslíková    | Nikola Bechyňová        | Veronika Thielová  |
| 2016    | Česko                      | Praha        | MISS CZECH REPUBLIC              | Nikola Uhlířová        | Alice Činčurová      | Zuzana Straková         | Sarah Karolyiová   |
| 2017/18 | Česko                      | Praha        | MISS CZECH REPUBLIC              | Kateřina Kasanová      | Kristýna Langová     | Daniela Zálešáková      | Veronika Volkeová  |
| 2019    | Česko                      | Praha        | MISS CZECH REPUBLIC              | Denisa Spergerová      | Maria Boichenko      | Andrea Prchalová        | Miroslava Pikolová |

## Vítězky soutěží krásy na Slovensku
| Rok  | stát      | místo konání | název soutěže                    | vítězka                | I. vicemiss         | II. vicemiss        |
| ---- | --------- | ------------ | -------------------------------- | ---------------------- | ------------------- | ------------------- |
| 1993 | Česko     | Karlovy Vary | Miss České a Slovenské republiky | Silvia Lakatošová      | Karin Majtánová     | Simona Smejkalová   |
| 1994 | Slovensko | Bratislava   | Miss Slovensko                   | Nikoleta Mezsárašová   | Karolina Pleknicová | Marcela Čízová      |
| 1995 | Slovensko | Bratislava   | Miss Slovensko                   | Iveta Jankulárová      | Zuzana Spatinova    | Jana Sluková        |
| 1996 | Slovensko | Bratislava   | Miss Slovensko                   | Vladimíra Hreňovčíková | Slávka Popíková     | Adrianna Varigová   |
| 1997 | Slovensko | Košice       | Miss Slovensko                   | Lucia Povrazniková     | Barbora Vargová     | Simona Santnerová   |
| 1998 | Slovensko | Prešov       | Miss Slovensko                   | Karolína Čičátková     | Jana Kusovská       | Monika Tichá        |
| 1999 | Slovensko | Bratislava   | Miss Slovensko                   | Andrea Verešová        | Adela Bartková      | Dušana Fridrichová  |
| 2000 | Slovensko | Nitra        | Miss Slovensko                   | Janka Horečná          | Martina Hodruská    | Michaela Strählová  |
| 2001 | Slovensko | Martin       | Miss Slovensko                   | Jana Ivanová           | Lucia Pilková       | Barbara Pappová     |
| 2002 | Slovensko | Trenčín      | Miss Slovensko                   | Eva Verešová           | Hana Burianová      | Zuzana Gunišová     |
| 2003 | Slovensko | Bratislava   | Miss Slovensko                   | Adriana Pospíšilová    | Miroslava Luberdová | Simona Slobodníková |
| 2004 | Slovensko | Trenčín      | Miss Slovensko                   | Mária Sándorová        | Tatiana Krčméryová  | Aneta Kailingová    |
| 2005 | Slovensko | Košice       | Miss Slovensko                   | Ivica Sláviková        | Katarína Holáňová   | Lucia Debnárová     |
| 2006 | Slovensko | Bratislava   | Miss Slovensko                   | Magdaléna Šebestová    | Zuzana Lazová       | Dagmar Ivanová      |
| 2007 | Slovensko | Bratislava   | Miss Slovensko                   | Veronika Husárová      | Romana Škamlová     | Kristína Valušková  |
| 2008 | Slovensko | Bratislava   | Miss Slovensko                   | Edita Krešáková        | Kristína Vlková     | Lenka Sýkorová      |
| 2009 | Slovensko | Bratislava   | Miss Slovensko                   | Barbora Franeková      | Soňa Skoncová       | Aneta Valentová     |
| 2010 | Slovensko | Bratislava   | Miss Slovensko                   | Marína Georgievová     | Martina Dávidová    | Tatiana Kohútová    |
| 2011 | Slovensko | Poprad       | Miss Slovensko                   | Michaela Ňurciková     | Dušana Lukáčová     | Ľubica Kvasnicová   |
| 2012 | Slovensko | Bratislava   | Miss Slovensko                   | Kristína Krajčírová    | Denisa Krajčovičová | Silvia Kimličková   |
| 2013 | Slovensko | Bratislava   | Miss Slovensko                   | Karolína Chomisteková  | Nikoleta Duchoňová  | Luciána Čvirková    |
| 2014 | Slovensko | Bratislava   | Miss Slovensko                   | Laura Longauerová      | Lucia Semanková     | Michaela Nguyenová  |
| 2015 | Slovensko | Bratislava   | Miss Slovensko                   | Lujza Straková         | Barbora Bakošová    | Petra Denková       |

## Úspěchy na Miss Europe
| Ročník | Místo konání               | Účastnice z ČSR, ČR | Umístění |
| ------ | -------------------------- | ------------------- | -------- |
| 1930   | Paříž, Francie             | Milada Dostálová    | ---      |
| 1935   | Torquay, Velká Británie    | Trude Böhm          | ---      |
| 1939   | Oslo, Norsko               | Linda Michálková    | Vítězka  |
| 1948   | Enghien-les-Bains, Francie | Veronika Zpěváková  | ---      |
| 1968   | Kinshasa, Zair             | Alžběta Štrkul'ová  | ---      |
| 1969   | Rabat, Maroko              | Jarmila Teplánová   | ---      |
| 1991   | Dakar, Senegal             | Michaela Maláčová   | 5. místo |
| 1992   | Athény, Řecko              | Pavlína Baburková   | 2. místo |
| 1993   | Istanbul, Turecko          | Simona Smejkalová   | ---      |
| 1994   | Istanbul, Turecko          | Kateřina Vondrová   | ---      |
| 1995   | Istanbul, Turecko          | Monika Žídková      | Vítězka  |
| 1996   | Tirana, Albánie            | Iva Kubelková       | ---      |
| 1997   | Kyjev, Ukrajina            | Kristýna Fridvalská | 7. místo |
| 1999   | Bejrút, Libanon            | Jitka Kocurová      | 5. místo |
| 2001   | Bejrút, Libanon            | Ema Čerňáková       | ---      |
| 2002   | Bejrút, Libanon            | Radka Kocurová      | ---      |
| 2003   | Nogent sur Marne, Francie  | Markéta Divišová    | ---      |
| 2005   | Paříž, Francie             | Edita Hortová       | 6. místo |
| 2006   | Kyjev, Ukrajina            | Daniela Franczová   | ---      |

## Úspěchy na International
| Ročník | Místo konání       | Účastnice z ČSR, ČR  | Umístění          |
| ------ | ------------------ | -------------------- | ----------------- |
| 1990   | Osaka, Japonsko    | Ingrid Ondrovičová   | 2. místo          |
| 1991   | Tokio, Japonsko    | Markéta Silná        | 3. místo          |
| 1992   | Nagasaki, Japonsko | Štěpánka Týncová     | ---               |
| 1995   | Tokio, Japonsko    | Reneta Hornofová     | 3. místo          |
| 1996   | Kanazawa, Japonsko | Zdeňka Zadražilová   | ---               |
| 1997   | Kjóto, Japonsko    | Gabriela Justinová   | ---               |
| 1998   | Tokio, Japonsko    | Petra Faltýnová      | 6. místo          |
| 1999   | Tokio, Japonsko    | Šárka Sikorová       | 7. místo          |
| 2000   | Tokio, Japonsko    | Markéta Svobodná     | 6. místo          |
| 2001   | Tokio, Japonsko    | Andrea Vránová       | ---               |
| 2002   | Tokio, Japonsko    | Lenka Taussigová     | 4. místo          |
| 2004   | Peking, Čína       | Michaela Wostlová    | ---               |
| 2005   | Aichi, Japonsko    | Petra Macháčková     | ---               |
| 2006   | Tokio, Japonsko    | Kateřina Pospíšilová | ---               |
| 2007   | Tokio, Japonsko    | Veronika Pompeová    | 5. místo          |
| 2008   | Macao, Čína        | Zuzana Putnářová     | 5. místo          |
| 2009   | Chengdu, Čína      | Darja Jacukevicova   | ---               |
| 2010   | Chengdu, Čína      | Lucie Smatanová      | ---               |
| 2017   | Tokio, Japonsko    | Alice Činčurová      | Miss Best Dresser |
| 2018   | Tokio, Japonsko    | Daniela Zálešáková   | ---               |
| 2019   | Tokio, Japonsko    | Andrea Prchalová     | ---               |

## Úspěchy na Miss Grand International
| Ročník | Místo konání                        | Účastnice z ČSR, ČR | Umístění  |
| ------ | ----------------------------------- | ------------------- | --------- |
| 2013   | Bangkok, Thajsko                    | Markéta Břízová     | ---       |
| 2014   | Bangkok, Thajsko                    | Jana Zapletalová    | ---       |
| 2015   | Bangkok, Thajsko                    | Taťána Makarenko    | 11. místo |
| 2016   | Los Angeles, Spojené státy americké | Monika Vaculíková   | ---       |
| 2017   | Phu Quoc, Vietnam                   | Nikola Uhlířová     | 5. místo  |
| 2018   | Rangún, Myanmar                     | Kristýna Langová    | ---       |
| 2019   | Caracas, Venezuela                  | Maria Boichenko     | TOP 20    |

## Úspěchy na Queen of the World
| Ročník | Místo konání         | Účastnice z ČR     | Umístění |
| ------ | -------------------- | ------------------ | -------- |
| 1994   | Moskva, Rusko        | Blanka Dolejší     | ---      |
| 1996   | Baden-Baden, Německo | Iva Kubelková      | ---      |
| 1997   | Baden-Baden, Německo | Kateřina Kocurová  | ---      |
| 1998   | Bonn, Německo        | Kateřina Stočesová | Vítězka  |
| 2000   | Berlín, Německo      | Pavla Kohoutová    | ---      |
| 2006   | Mannheim, Německo    | Renáta Czadernová  | ---      |
| 2008   | Ischgl, Rakousko     | Dominika Hužvarová | 5. místo |
| 2010   | Nuerburg, Rakousko   | Gabriela Žáková    | 8. místo |

## Úspěchy na Miss Intercontinental
| Ročník | Místo konání                       | Účastnice z ČR          | Umístění        |
| ------ | ---------------------------------- | ----------------------- | --------------- |
| 1996   | Trier, Německo                     | Jana Festová            | ---             |
| 1997   | Freiburg, Německo                  | Kateřina Kocurová       | ---             |
| 2000   | Kaiserlautern, Německo             | Renata Kureková         | 6. místo        |
| 2001   | Coburg, Německo                    | Renata Janečková        | 2. místo        |
| 2003   | Berlín, Německo                    | Alena Reková            | ---             |
| 2004   | Chöch chot, Mongolsko              | Eva Konopáčová          | ---             |
| 2005   | Huangshan, Čína                    | Agáta Hanychová         | ---             |
| 2006   | Nassau, Bahamy                     | Renata Czadernová       | ---             |
| 2007   | Mahé, Seychely                     | Lilian Sarah Fischerová | 7. místo        |
| 2008   | Zabrze, Polsko                     | Aneta Sychrová          | 5. místo        |
| 2009   | Minsk, Bělorusko                   | Zina Šťovíčková         | ---             |
| 2010   | Punta Cana, Dominikánská republika | Viviane Dusilová        | ---             |
| 2011   | Alicante, Španělsko                | Aneta Vazačová          | ---             |
| 2014   | Magdeburg, Německo                 | Lenka Josefiová         | ---             |
| 2015   | Magdeburg, Německo                 | Veronika Thielová       | Miss Best Smile |
| 2016   | Kolombo, Srí Lanka                 | Natálie Myslíková       | TOP 15          |
| 2017   | Hurgáda, Egypt                     | Sarah Karolyiová        | TOP 15          |
| 2018   | Manila, Filipíny                   | Veronika Volkeová       | TOP 20          |
| 2019   | Pasay, Filipíny                    | Mirka Pikolová          |                 |

## Úspěchy na Miss Earth
| Ročník | Místo konání              | Účastnice z ČR     | Umístění  |
| ------ | ------------------------- | ------------------ | --------- |
| 2002   | Manila, Filipíny          | Apolena Tůmová     | ---       |
| 2005   | Quezon City, Filipíny     | Zuzana Štěpánovská | 10. místo |
| 2006   | Manila, Filipíny          | Petra Soukupová    | 5. místo  |
| 2007   | Quezon City, Filipíny     | Eva Čerešňáková    | 9. místo  |
| 2008   | Pampanga, Filipíny        | Hana Svobodová     | 9. místo  |
| 2009   | Boracay, Filipíny         | Tereza Budková     | ---       |
| 2010   | Nha Trang, Vietnam        | Carmen Justová     | 8. místo  |
| 2011   | Quezon City, Filipíny     | Šárka Cojocarová   | ---       |
| 2012   | Muntinlupa City, Filipíny | Tereza Fajksová    | Vítězka   |
| 2013   | Muntinlupa City, Filipíny | Monika Leová       | ---       |
| 2014   | Manila, Filipíny          | Nikola Buranská    | ---       |
| 2015   | Vídeň, Rakousko           | Karolína Mališová  | TOP 16    |
| 2016   | Pasay, Filipíny           | Kristýna Kubíčková | ---       |
| 2017   | Pasay, Filipíny           | Iva Uchytilová     | TOP 8     |
| 2018   | Pasay, Filipíny           | Tereza Křivánková  | ---       |
| 2019   | Paraňaque, Filipíny       | Klára Vavrušková   | 3. místo  |

## Úspěchy na Miss Supranational
| Ročník | Místo konání          | Účastnice z ČR   | Umístění                            |
| ------ | --------------------- | ---------------- | ----------------------------------- |
| 2009   | Płock, Polsko         | Aneta Zelená     | ---                                 |
| 2010   | Płock, Polsko         | Hana Věrná       | 2. místo                            |
| 2011   | Płock, Polsko         | Aneta Grabcová   | TOP 20                              |
| 2012   | Płock, Polsko         | Michaela Dihlová | 3. místo                            |
| 2013   | Varšava, Polsko       | Lucie Klukavá    | ---                                 |
| 2014   | Minsk, Bělorusko      | Jana Zapelatová  | 9. místo                            |
| 2015   | Krynica-Zdrój, Polsko | Taťána Makarenko | 12. místo, Miss Photogenic          |
| 2016   | Krynica-Zdrój, Polsko | Michaela Hávová  | ---                                 |
| 2017   | Krynica-Zdrój, Polsko | Tereza Vlčková   | ---                                 |
| 2018   | Krynica-Zdrój, Polsko | Jana Šišková     | ---                                 |
| 2019   | Katowice, Polsko      | Hana Vágnerová   | 6. místo, Miss Supranational Europe |